# NGC 247
NGC 247 ist eine leuchtschwache Balken-Spiralgalaxie vom Hubble-Typ SBcd mit ausgedehnten Sternentstehungsgebieten im Sternbild Walfisch südlich der Ekliptik. Sie ist schätzungsweise 11 Millionen Lichtjahre von der Milchstraße entfernt und hat einen Durchmesser von etwa 70.000 Lichtjahren. Die Galaxie gehört zu der unserer Lokalen Gruppe benachbarten Sculptor-Gruppe.
Eine Schwierigkeit bei der Entfernungsbestimmung von NGC 247 ist, dass wir von der Erde aus die Galaxie von der Seite sehen. Die Entfernung von Galaxien wird anhand der scheinbaren Helligkeit veränderlicher Sterne, der Cepheiden bestimmt. Durch die Seitenansicht wird das Licht von interstellarem Staub abgeschwächt und die Sterne scheinen weiter weg zu sein. Messungen des Araucaria-Projekts im Infrarot-Bereich aus dem Jahre 2009 zeigten, dass die Extinktion bei früheren Studien etwas unterschätzt worden war und führte zu einer um 7 % geringeren Entfernungsschätzung.
Das Objekt wurde am 20. Oktober 1784 von dem deutsch-britischen Astronomen Wilhelm Herschel entdeckt.

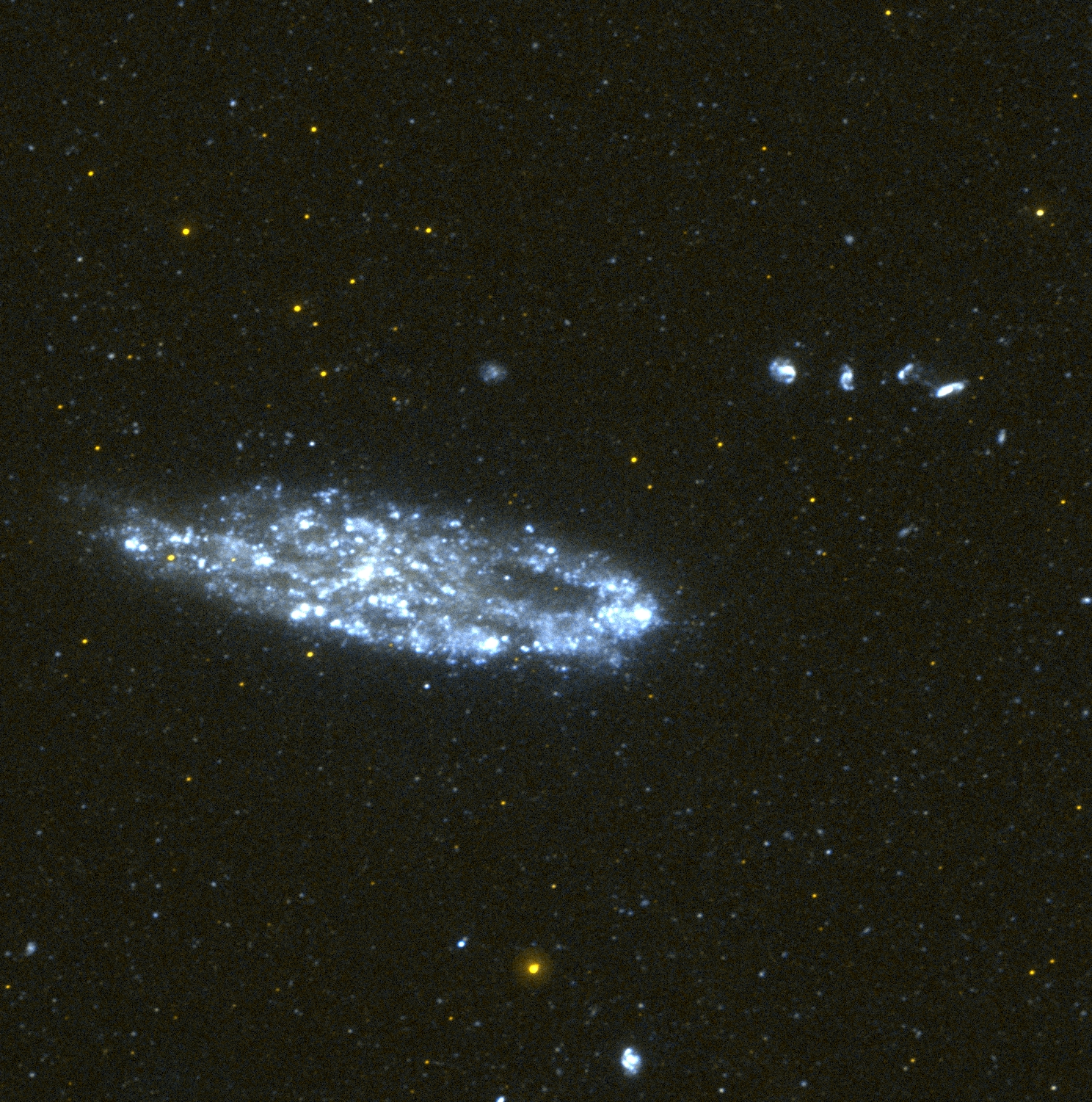
Ultraviolett-Aufnahme von NGC 247 durch GALEX.
Detailaufnahme des Zentrums mithilfe des Hubble-Weltraumteleskops